# Зестер
Зестер (нем. Seester) — община в Германии, в земле Шлезвиг-Гольштейн. 
Входит в состав района Пиннеберг. Подчиняется управлению Эльмсхорн-Ланд.  Население составляет 949 человек (на 31 декабря 2010 года). Занимает площадь 11,57 км².